# ETERNAL MELODY II
『ETERNAL MELODY II』（エターナル・メロディー・ツー）は、日本の音楽家であるYOSHIKIが2005年3月23日にリリースしたスタジオ・アルバム。

## 概要
X JAPANの「Forever Love」や、『天皇陛下御即位十年をお祝いする国民祭典』の奉祝曲「Anniversary」、2005年3月から開催された『愛・地球博』公式イメージ・ソング「I'll Be Your Love」に加え、YOSHIKIのプロジェクトであるViolet UKの曲「Unnamed Song」、「Red Christmas」、「Amethyst」が収録された。
「Amethyst 」はパッケージのトラックリストには表記されていない隠しトラックであり、22トラック目にある（10～21トラックは無音）。「Forever Love (Classic Version) 」と「Amethyst 」は、2002年12月3日に東京国際フォーラムで行われた『YOSHIKIシンフォニックコンサート2002 with 東京シティ・フィルハーモニック管弦楽団 featuring VIOLET UK』で演奏されたものを収録した。

## 収録曲
全作曲：YOSHIKI

### Disc 1
1. Unnamed Song - 4:28
アメリカ同時多発テロ事件を題材に作られた曲[1]。テレビドラマの「東京大空襲」の挿入曲として使用された。『YOSHIKI Symphonic Concert with Tokyo City Philharmonic Orchestra featuring Violet UK』のDVDでは、仮題の「7th」と表示されている。
2. Seize the light (Classic Version) - 6:40
3. Without you (Classic Version) - 17:43
4. Longing - 5:03
5. World Expo "I'll be your love" - 9:03
6. Kimi Dake Dakara - 5:12
NHK開局50周年記念番組で、韓国人歌手チョ・ソンモとSPEEDのhiroをヴォーカルに歌われた曲のクラシック・バージョン。ハープシコードが全編にわたって使われている。
7. Red Christmas (Classic Version) - 7:22
Violet UKの曲だが、オリジナル・バージョンより先にこちらのクラシック・バージョンが発表された。
8. Imawo Dakishimete  (Classic Version) - 5:24
9. Forever Love (Classic Version) - 8:50
10. Amethyst - 5:02

### Disc 2
1. "Anniversary" Piano Concert in C minor - 7:20
「天皇陛下御即位十年をお祝いする国民祭典」でも演奏された奉祝曲をスタジオ収録したもの。

## パーソネル
| - ピアノ＆ハープシコード：     | YOSHIKI                                                                         |
| - ヴォーカル：                 | ドーター                                                                        |
| - オーケストラ・アレンジ：     | YOSHIKI、シェリー・バーグ、藤原いくろう、 ディック・マークス                    |
| - レコーディング・エンジニア： | スティーブ・チャーチヤード、ドック・ナイト、 タール・ミラー、奥原秀明、須賀孝男 |
| - ミキシング・エンジニア：     | ジョー・チッカレリ、スティーブ・チャーチヤード、 リッチ・ブリーン、須賀孝男     |